# Soslan Takazov
Soslan Valer'evič Takazov (in russo Сослан Валерьевич Таказов?; Lesken, 28 febbraio 1993) è un calciatore russo, difensore dell'Amkar Perm'.